# Middlethorpe (East Riding of Yorkshire)
Middlethorpe – osada w Anglii, w hrabstwie East Riding of Yorkshire. Leży 27 km na północny zachód od miasta Hull i 268 km na północ od Londynu.